# George Adams (giocatore di football americano)
George Wallace Adams (Lexington, 22 dicembre 1962) è un ex giocatore di football americano statunitense che ha militato nel ruolo di running back nella National Football League  (NFL).

## Carriera
Adams al college giocò a football all'Università del Kentucky. Fu scelto nel corso del primo giro (19º assoluto) del Draft NFL 1985 dai New York Giants. La sua migliore stagione in carriera fu quella da rookie in cui corse 498 yard e segnò 4 touchdown, 2 su corsa e 2 su ricezione. L'anno seguente vinse il Super Bowl XXI. Nel 1990 passò ai New England Patriots dove passò le ultime due stagioni della carriera.

## Palmarès
- Super Bowl : 1

New York Giants: Super Bowl XXI
- National Football Conference Championship: 1

New York Giants: 1986

## Famiglia
Il figlio, Jamal Adams, è la safety All-Pro dei Seattle Seahawks.